# Melanconium betulinum
Melanconium betulinum är en svampart som beskrevs av J.C. Schmidt & Kunze 1828. Melanconium betulinum ingår i släktet Melanconium och familjen Melanconidaceae.   Inga underarter finns listade i Catalogue of Life.